# Lana Parrilla
Lana Maria Parrilla (Brooklyn, New York,   1977. július 15. –) amerikai színésznő.
Ismert a Kerge város, a 24 és a Miami Trauma című sorozatokból. 2011–2018 között az ABC Egyszer volt, hol nem volt című sorozatában a Gonosz királynőt / Regina Millst játszotta.

## Fiatalkora és családja
Brooklynban született, olasz anya és Puerto Ricó-i apa, Sam Parrilla lányaként. Apja profi baseballjátékos volt az 1970-es évek elején.
Beszél spanyolul, 2009-ben Granada városába utazott, hogy megtanulja a nyelvet.[forrás?]

## Filmográfia

### Film
| Év   | Magyar cím              | Eredeti cím       | Szerep       | Magyar hang   |
| ---- | ----------------------- | ----------------- | ------------ | ------------- |
| 2000 |                         | Very Mean Men     | Teresa       |               |
| 2000 | Óriáspókok              | Spiders           | Marci Eyre   | Major Melinda |
| 2003 |                         | Frozen Stars      | Lisa Vasquez |               |
| 2005 | Tétre, helyre, befutóra | One Last Ride     | Antoinette   |               |
| 2020 | Az adószedő             | The Tax Collector | Favi         |               |
| 2022 |                         | Scrap             | Stacy        |               |
| 2024 | Atlas                   | Atlas             | Val Shepherd | Hay Anna      |

### Televízió
| Év        | Magyar cím                 | Eredeti cím        | Szerep                         | Megjegyzések                                                             |
| --------- | -------------------------- | ------------------ | ------------------------------ | ------------------------------------------------------------------------ |
| 1999      | Segítség, felnőttünk!      | Grown Ups          | pincérnő                       | 1 epizód                                                                 |
| 2000–2001 | Kerge város                | Spin City          | Angie Ordonez                  | főszereplő (21 epizód)                                                   |
| 2002      | JAG – Becsületbeli ügyek   | JAG                | Stephanie Donato hadnagy       | 1 epizód                                                                 |
| 2002      | The Shield – Kemény zsaruk | The Shield         | Sedona Tellez                  | 1 epizód                                                                 |
| 2002–2003 |                            | Boomtown           | Teresa Ortiz                   | főszereplő (24 epizód)                                                   |
| 2004      | New York rendőrei          | NYPD Blue          | Janet Grafton rendőrtiszt      | 3 epizód                                                                 |
| 2004      | Sírhant művek              | Six Feet Under     | Maile                          | 2 epizód                                                                 |
| 2005      | 24                         | 24                 | Sarah Gavin                    | visszatérő- és főszerep (12 epizód)                                      |
| 2006      |                            | Windfall           | Nina Schaefer                  | főszereplő (13 epizód)                                                   |
| 2006      | Lost – Eltűntek            | Lost               | Greta                          | 2 epizód                                                                 |
| 2008      | Szvingerek                 | Swingtown          | Trina Decker                   | 13 epizód                                                                |
| 2010      | Miami Trauma               | Miami Medical      | Dr. Eva Zambrano               | főszereplő (13 epizód)                                                   |
| 2010      | Kettős ügynök              | Covert Affairs     | Julia Suarez                   | 1 epizód                                                                 |
| 2010      | A médium                   | Medium             | Lydia Halstrom                 | 1 epizód                                                                 |
| 2010      | Jog/Ászok                  | The Defenders      | Betty                          | 1 epizód                                                                 |
| 2011      | Életre-halálra             | Chase              | Isabella                       | 1 epizód                                                                 |
| 2011–2018 | Egyszer volt, hol nem volt | Once Upon a Time   | Gonosz királynő / Regina Mills | főszereplő                                                               |
| 2019–2021 | Miért ölnek a nők?         | Why Women Kill     | Rita Castillo                  | főszereplő 2. évad (10 epizód)                                           |
| 2023      | Az igazság ára             | The Lincoln Lawyer | Lisa Trammell                  | - visszatérő szerep (2. évad) - magyar hangja:[forrás?] - Bertalan Ágnes |

## Fordítás
- Ez a szócikk részben vagy egészben a Lana Parrilla című angol Wikipédia-szócikk ezen változatának fordításán alapul.  Az eredeti cikk szerkesztőit annak laptörténete sorolja fel. Ez a jelzés csupán a megfogalmazás eredetét és a szerzői jogokat jelzi, nem szolgál a cikkben szereplő információk forrásmegjelöléseként.